# Issa Plijew

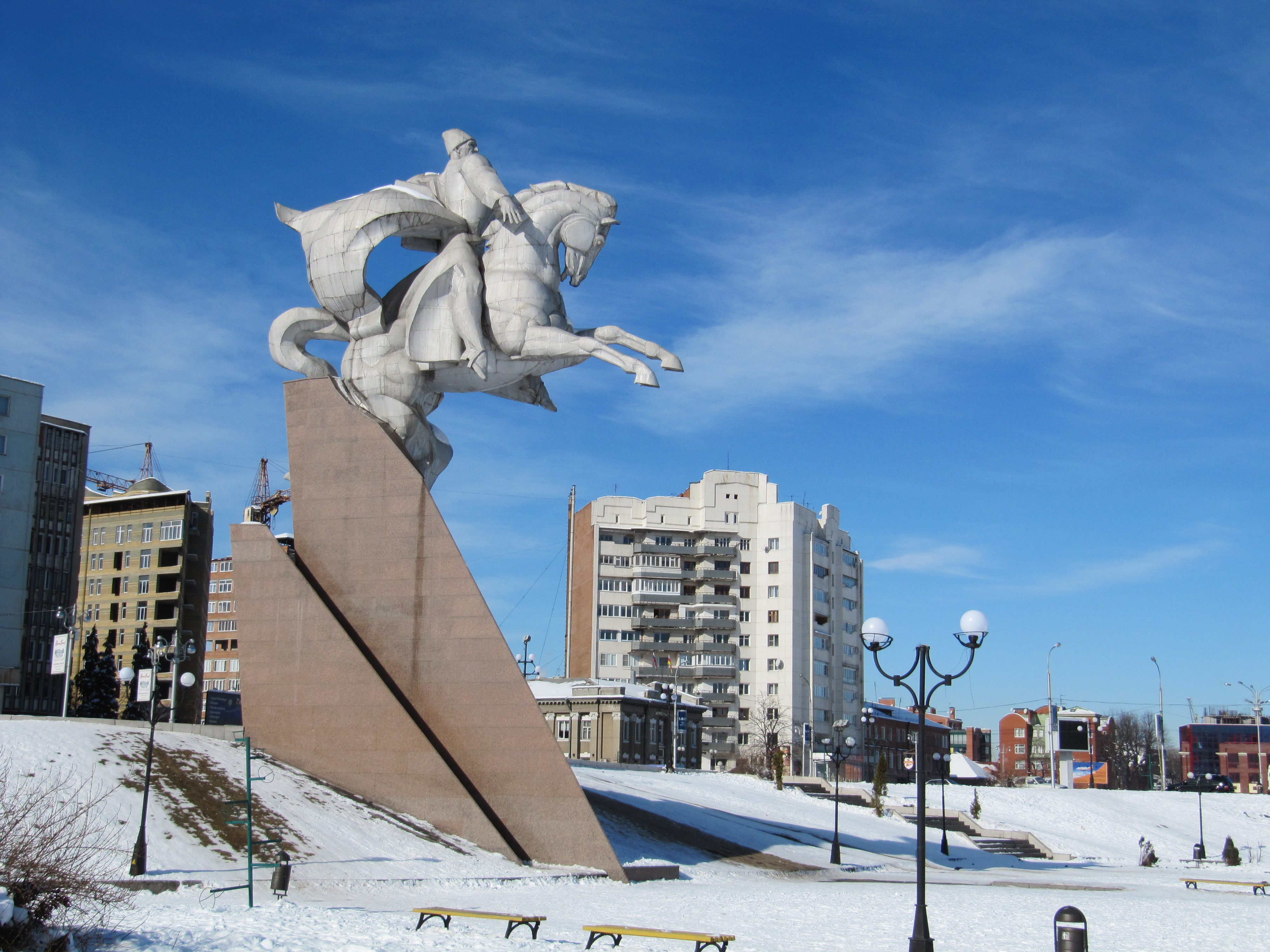
Pomnik gen. Issy Plijewa w stolicy Osetii Północnej – Władykaukazie

Issa Aleksandrowicz Plijew, ros. Исса Александрович Плиев (ur. 12 listopada?/25 listopada 1903 we wsi Stary Batakojurt w Północnej Osetii, zm. 6 lutego 1979 w Moskwie; według innych danych zm. 2 lutego 1979 w Ordżonikidze) – radziecki dowódca wojskowy, generał armii, dwukrotny Bohater Związku Radzieckiego (1944, 1945) i Bohater Mongolskiej Republiki Ludowej, zastępca członka Komitetu Centralnego KPZR (1961–1966), deputowany do Rady Najwyższej ZSRR 2., 3., 4., 5., 6., 7. i 8. kadencji.

## Życiorys
Pochodził z osetyjskiej rodziny chłopskiej. Służbę w Armii Czerwonej pełnił od 1922. Ukończył Leningradzką Oficerską Szkołę Kawalerii w 1926. W 1933 ukończył studia w Akademii Wojskowej im. M. Frunzego, a w 1941 – studia w Wojskowej Akademii Sztabu Generalnego ZSRR. W 1949 ukończył wyższy kurs akademicki przy Wojskowej Akademii Sztabu Generalnego ZSRR.
W latach 1926–1930 był dowódcą kursu w szkole kawalerii w Krasnodarze. W latach 1933–1936 był szefem wydziału operacyjnego sztabu 5 Dywizji Kawalerii. W latach 1936–1938 był doradcą w Mongolskiej Armii Ludowo-Rewolucyjnej. We wrześniu 1939 dowodził pułkiem w składzie 6 Dywizji Kawalerii Frontu Białoruskiego. 
W czasie agresji III Rzeszy na Związek Radziecki był dowódcą 3 Dywizji Kawalerii, która od sierpnia do grudnia 1941 wykonywała śmiałe rajdy na tyły niemieckiej Grupy Armii „Środek”, walczącej na Smoleńszczyźnie oraz pod Moskwą. Od grudnia 1941 dowodził 2 Gwardyjskim Korpusem Kawalerii, od sierpnia 1942 – 5., a następnie kolejno 3 KKgw. i 4 KKgw. Od listopada 1944 był dowódcą 1 Grupy Konno-Zmechanizowanej – kolejno na Frontach: Zachodnim, Południowym, Południowo-Zachodnim, Stepowym, 3. Ukraińskim, 1. Białoruskim, 2. Ukraińskim i Zabajkalskim. Dowodzone przez niego wojska brały udział w bitwach pod Moskwą i Stalingradem oraz w operacjach: Melitopolskiej, Odeskiej, Białoruskiej, Budapeszteńskiej i Praskiej, następnie w wojnie z Japonią. Związki taktyczne pod jego dowództwem były 20-krotnie wyróżniane w rozkazach radzieckiego Naczelnego Dowództwa. Za umiejętne kierowanie wojskami podczas forsowania Bugu oraz w operacji Odeskiej otrzymał tytuł Bohatera Związku Radzieckiego (16 kwietnia 1944). Drugi tytuł Bohatera Związku Radzieckiego został mu nadany za dowodzenie 1 Grupą Konno-Zmechanizowaną w czasie operacji Mandżurskiej (8 września 1945).
Po wojnie generał Plijew dowodził armiami (w latach 1946–1955). Od lipca 1946 był dowódcą 9 Armii Zmechanizowanej Południowej Grupy Wojsk AR w Rumunii. Od lutego 1947 dowodził 13 Armią w Przykarpackim Okręgu Wojskowym. Po ukończeniu wyższych kursów akademickich w Akademii Sztabu Generalnego od kwietnia 1949 był dowódcą 4 Armii Zakaukaskiego Okręgu Wojskowego. Od 1955 do 1958 był pierwszym zastępcą dowódcy, a od kwietnia 1958 do 1968 – dowódcą Północno-kaukaskiego Okręgu Wojskowego. Od czerwca 1968 był doradcą-inspektorem w Grupie Generalnych Inspektorów Ministerstwa Obrony ZSRR.
2 czerwca 1962 dowodził stłumieniem protestu robotniczego w Nowoczerkassku w obwodzie rostowskim. W październiku 1962 kierował operacją Anadyr mającą na celu rozmieszczenie radzieckich wojsk na Kubie.
Od 1926 członek WKP(b), w latach 1961–1966 zastępca członka Komitetu Centralnego KPZR, deputowany do Rady Najwyższej ZSRR od 2. do 8. kadencji.
Autor wspomnień z okresu służby wojskowej: Pod gwardyjskim sztandarem, Drogami wojny, Koniec Armii Kwantuńskiej oraz Przez Gobi i Chingan.
Zmarł nagle w Moskwie. Pochowany został w mieście Ordżonikidze (obecnie Władykaukaz).

## Awanse
- generał major – 11 września 1941
- generał porucznik – 29 października 1943
- generał pułkownik – 29 maja 1945
- generał armii – 27 kwietnia 1962

## Odznaczenia
- Order Lenina – sześciokrotnie
- Order Rewolucji Październikowej
- Order Czerwonego Sztandaru – trzykrotnie
- Order Suworowa I stopnia – dwukrotnie
- Order Kutuzowa I stopnia
- Medal „Za obronę Moskwy”
- Medal „Za wyzwolenie Pragi”
- Medal „Za zwycięstwo nad Japonią”
- Medal „Za zwycięstwo nad Niemcami w Wielkiej Wojnie Ojczyźnianej 1941–1945”
- Bohater Mongolskiej Republiki Ludowej (1971, Mongolia)
- Order Suche Batora – trzykrotnie (Mongolia)
- Order Czerwonego Sztandaru (Mongolia)
- Order Czerwonego Sztandaru (ČSSR)
- Krzyż Srebrny Orderu Wojennego Virtuti Militari (Polska)
- Krzyż Oficerski Orderu Odrodzenia Polski
- Komandor Legii Zasługi (Commander Legion of Merit, USA)